# Завадівське водосховище
Зава́дівське (Гру́шівське) водосхо́вище — водосховище, що розташоване в Яворівському районі Львівської області на річці Завадівці (Любачівці) поблизу сіл Грушів, Колониці, Щеплоти, Завадів.

## Загальна інформація
Тип водосховища — руслове. Вид регулювання стоку — багаторічне. Середня глибина: 1,2 м, максимальна — 6,3 м. Довжина — 6,9 км, найбільша ширина — 1,8 км. Об'єм води: повний — 8,8 млн.м3, корисний — 8,3 млн.м3. Площа водного дзеркала: 3,95 км2.

## Призначення і використання
Водосховище призначалось для регулювання стоку річки Завадівки з метою водопостачання виробництва підземної виплавки сірки в другій половині ХХ століття. Після закриття кар'єру по видобуванню сірки потреба у воді Завадівського водосховища зникла. Зараз водойма викристовується для оздоровчих та рекреаційних цілей, а також для любительського, спортивного та промислового рибальства.
З 2014 року на водосховищі діє режим рибогосподарської експлуатації та було створено спеціальне рибне товарне господарство (СТРГ) «Грушівське».

## Іхтіофауна
У водосховищі спостерігаються такі види риб:
- щука (Esox Lucius)
- окунь (Perca fluviatilis)
- лящ (Abramis brama)
- плоскирка (Blicca bjoerkna)
- плітка (Rutilus rutilus)
- краснопірка (Scardinius erythrophthalamus)
- короп (Cyprinus carpio)
- карась сріблястий (Carassius gibelio)
- лин (Tinca tinca)
- верховодка (Alburnus alburnus)